# 湍克勒什河

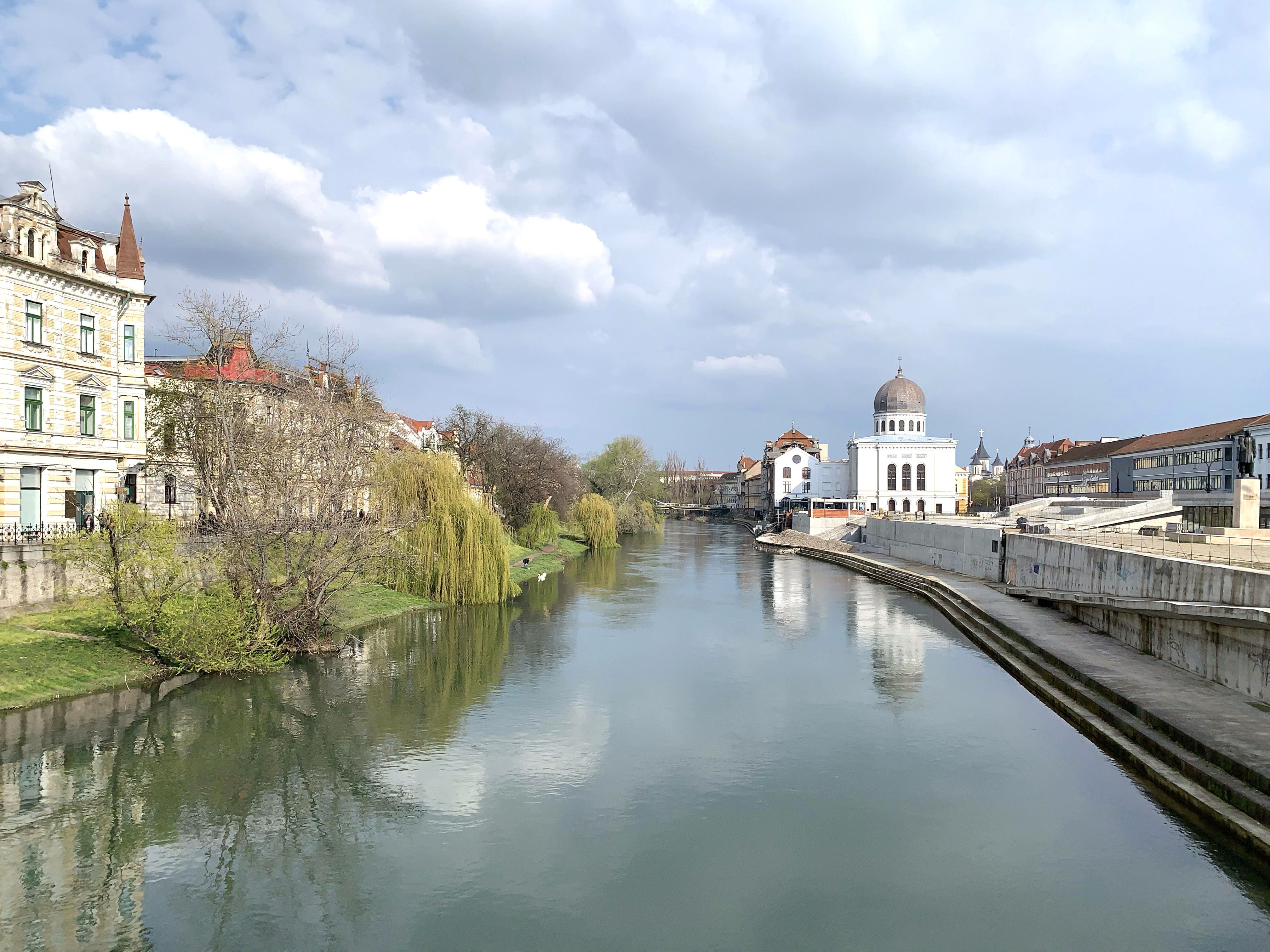

湍克勒什河是東歐的河流，流經羅馬尼亞的比霍爾縣和匈牙利東南部，河道全長209公里，流域面積2,973平方公里，最終注入克勒什河，河畔城鎮有奧拉迪亞。